# Autoroute M20 (Grande-Bretagne)
Pour les articles homonymes, voir M20.
L'autoroute M20 est une autoroute du Royaume-Uni permettant principalement de relier Londres et le tunnel sous la Manche. 
Elle commence à Swanley au niveau du périphérique du Grand Londres (autoroute M25) et relie les villes de Maidstone et Ashford. Elle se termine à Folkestone au niveau du tunnel sous la Manche. Cette autoroute est l'axe principal pour le trafic du Kent (Angleterre du Sud-Est). Elle comporte généralement six voies de circulation.
Elle est parallèle à la Ligne à grande vitesse High Speed 1 dans sa partie Est.